# Funambulus
Funambulus is een geslacht van zoogdieren uit de familie van de eekhoorns (Sciuridae).

## Soorten
Er worden 6 soorten in dit geslacht geplaatst:
- Funambulus layardi (Blyth, 1849)
- Funambulus obscurus (Pelzeln & Kohl, 1886)
- Funambulus palmarum (Linnaeus, 1766) – Indische palmeekhoorn
- Funambulus pennantii Wroughton, 1905 – Vijfstrepige palmeekhoorn
- Funambulus sublineatus (Waterhouse, 1838)
- Funambulus tristriatus (Waterhouse, 1837)